# Hell Chose Me
Albums de Carnifex
The Diseased and the Poisoned
(2008) Until I Feel Nothing
(2011)
Hell Chose Me est le troisième album studio du groupe de deathcore américain Carnifex. L'album est sorti le 16 février 2010 sous le label Victory Records. Cependant, une semaine avant la sortie définitive, l'album était en écoute sur le MySpace officiel du groupe.

## Line-up
- Scott Lewis : Chant
- Cory Arford : Guitare
- Ryan Gudmunds : Guitare
- Steve McMahon : Basse
- Shawn Cameron : Batterie

## Liste des titres
1. Hell Chose Me – 3:32
2. Dead Archetypeth – 2:31
3. Entombed Monarch – 3:44
4. Names Mean Nothing – 2:58
5. Heartless – 4:13
6. Sorrowspell – 3:37
7. The Scope of Obsession – 2:55
8. By Darkness Enslaved – 3:39
9. The Liar's Funeral – 3:03
10. Genocide Initiative – 4:21